# Школа Тысячелетия

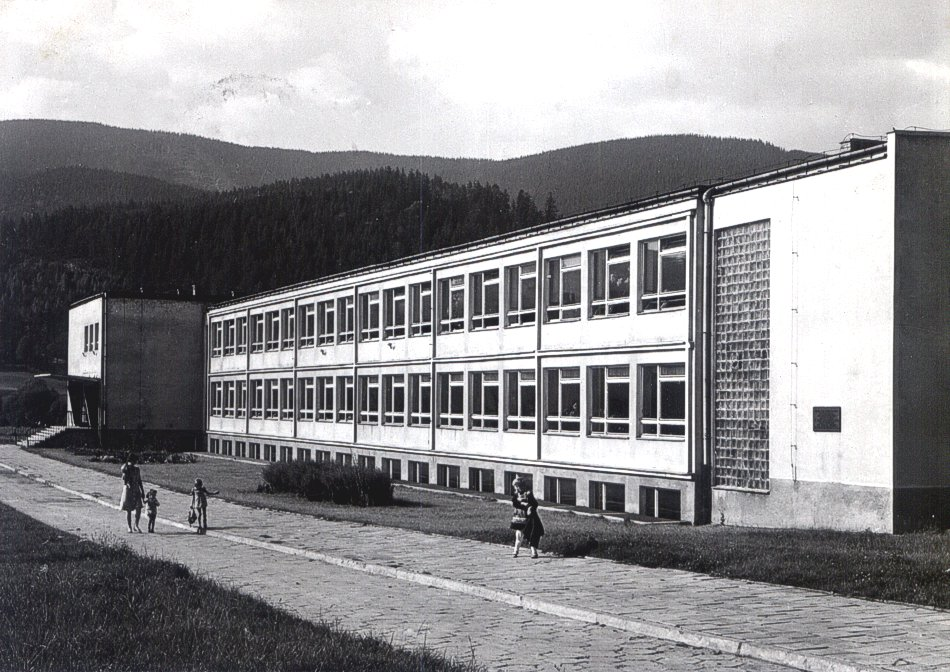
Школа тысячелетия на Венгерской Гурке (начальная школа им. Защитников Венгерской Гурки) — скромный типовой проект, растиражированный по всей стране (1961 г.)

Школа Тысячелетия, (пол. Szkoła tysiąclecia, офиц. Школа-памятник Тысячелетия Польского государства (пол. szkoła-pomnik Tysiąclecia Państwa Polskiego), разг. тысячелетка (пол. tysiąclatka)) — школа, построенная в Польской Народной Республике в рамках образовательной программы, реализованной к Тысячелетию Польского государства (1966 г.). Строительство школ финансировалось из государственного бюджета и социальных фондов.
Одной из целей социальной политики ПНР в области образования было всеобщее образование и доступность с точки зрения его организации и учебной программы. Страна боролась с классовым наследием Второй республики (например, в 1921/22 учебном году лишь 66,2 % детей посещали начальную школу) и последствиями Второй мировой войны (во время неё было разрушено более 60 % основных фондов общеобразовательных и средних школ). Для реализации образовательной программы 29 ноября 1958 г. по инициативе Всепольского комитета Фронта единства нации был создан Социальный фонд строительства школ тысячелетия (пол. Społeczny Fundusz Budowy Szkół Tysiąclecia, SFBST), бюджет которого в 1959—1965 гг. составил 8,6 млрд злотых. В 1966 г. SFBST был преобразован в Социальный фонд строительства школ и школ-интернатов (SFBSiI), бюджет которого в 1966—1972 гг. составил 15,1 млрд злотых. За счёт средств государственного бюджета и социальных фондов SFBST и SFBSiI было построено 1423 новых школы, ставших практичным памятником Тысячелетию Польского государства.